# الالتقاء الفضائي بالمدار القمري

رسم تخطيطي للالتقاء الفضائي بالمدار القمري

الالتقاء الفضائي بالمدار القمري (بالإنجليزية: Lunar orbit rendezvous)‏، يُختصر إلى (LOR)، وهو أحد المفاهيم الرئيسية اللازمة لهبوط البشر على سطح القمر، والعودة بهم إلى الأرض. استُخدمت هذه المناورة خلال بعثات برنامج أبولو في ستينيات وسبعينيات القرن العشرين. وفي هذه المناورة، تسافر مركبة الفضاء الرئيسية، مع مركبة الهبوط القمرية الصغيرة، إلى المدار القمري، ثم تهبط المركبة القمرية وحدها إلى سطح القمر، بينما تظل المركبة الرئيسية في مدارها حول القمر. وبعد انتهاء المهمة على السطح، تعود مركبة الهبوط إلى المدار القمري للالتقاء بالمركبة الفضائية الرئيسية والالتحام بها مرةً أخرى، ثم تتخلص المركبة الرئيسية منها بعد نقل الطاقم والحمولات إلى المركبة الرئيسية. وتعود المركبة الرئيسية فقط إلى الأرض.
اقتُرح الالتقاء الفضائي بالمدار القمري أول مرة عام 1919 بواسطة المهندس الأوكراني يوري كوندراتيوك باعتبارها أكثر الطرق اقتصاديةً لإرسال البشر في بعثات إلى قمر.
كانت وحدة القيادة والخدمة لأبولو، ووحدة أبولو القمرية، ضمن أشهر الأمثلة على هذه المناورة، إذ أُرسلت المركبتان إلى المدار القمري الانتقالي على متن صاروخ واحد في رحلة واحدة. ومع ذلك، توجد أمثلة أخرى تتضمن إطلاق المركبة الرئيسية والمركبة الهابطة بشكل منفصل، مثل خطة الهبوط المقترحة لمهمة مركبة الإطلاق المكوكية ذات الحمولة الثقيلة (HLV)، ومهمة شركة غولدن سبايك، وكان من المخطط استخدام المهمتين لمناورة الالتقاء الفضائي بالمدار القمري.

## المزايا والعيوب

### المزايا

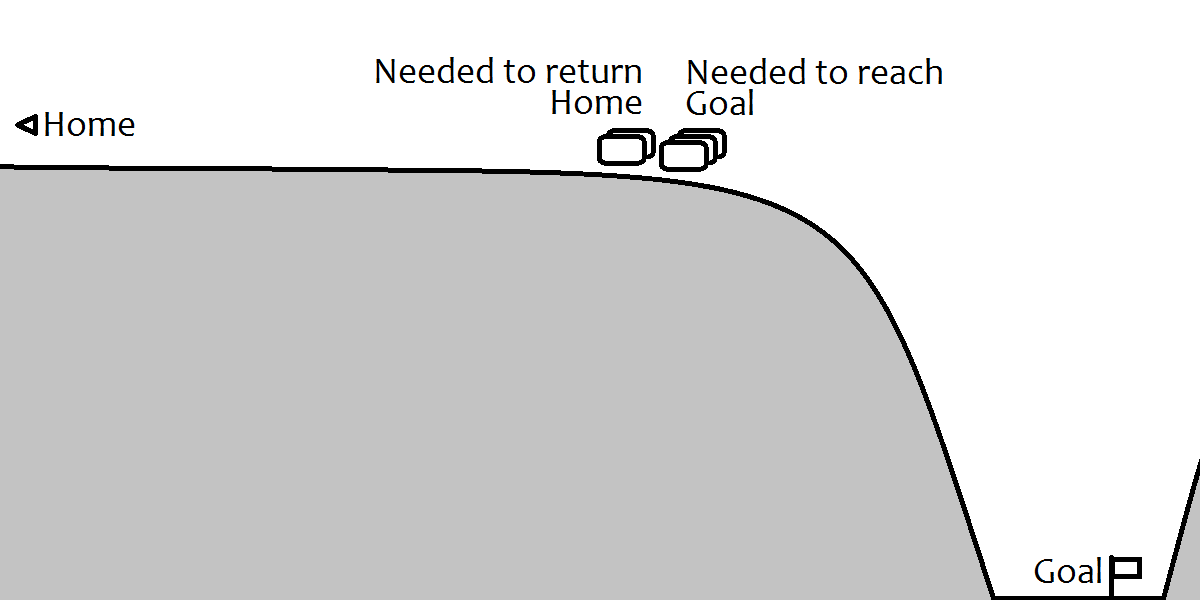
رسم لبئر الجاذبية القمرية يصور عدم الحاجة إلى حمل الموارد، التي ستُستخدم فقط في العودة إلى الأرض، هبوطًا وصعودًا عبر «بئر» جاذبية القمر

تتمثل الميزة الرئيسية لهذه المناورة في توفير حمولة المركبة الفضائية؛ إذ لن تكون المادة الدافعة الخاصة بالعودة من المدار القمري إلى الأرض وزنًا ساكنًا عديم الفائدة خلال عملية الهبوط والعودة إلى المدار القمري. سيكون لهذا الوزن تأثيرًا مضاعفًا، إذ سيحتاج كل رطل من هذا «الوزن الساكن» المتمثل في المادة الدافعة، والتي ستُستخدم لاحقًا عند العودة إلى الأرض، أن يُدفع باستخدام كميات كبيرة من المادة الدافعة في وقت أقرب، وستتطلب زيادة المادة الدافعة أيضًا زيادةً في وزن الخزان الخاص بها. وستتطلب الزيادة الناتجة في الوزن أيضًا زيادةً في قوة الدفع اللازمة للهبوط القمري، ما يؤدي إلى زيادة حجم ووزن المحركات.
وتتمثل ميزة أخرى في إمكانية تصميم مركبة الهبوط القمرية لهذا الغرض فقط، بدلًا من الحاجة إلى تصميم المركبة الفضائية الرئيسية لتكون قادرةً على الهبوط القمري. وأخيرًا، يمكن اعتبار المجموعة الثانية من أنظمة دعم الحياة الخاصة بمركبة الهبوط لتكون مجموعةً احتياطيةً في حالة حدوث أي خلل بأنظمة دعم الحياة على المركبة الرئيسية.

### العيوب
اعتُبرت هذه المناورة عالية الخطورة حتى عام 1962؛ لأن الالتقاء الفضائي لم يكن أمرًا مُحققًا بعد، حتى في المدار الأرضي. وإن لم تتمكن الوحدة القمرية (LM) من الوصول إلى وحدة القيادة والخدمة (CSM)، سيعلق رائدي الفضاء بهذه الوحدة القمرية دون أي وسيلة للعودة مرةً أخرى إلى الأرض أو حتى للنجاة خلال دخول الغلاف الجوي. وأدرك العلماء في النهاية أن هذا الخوف لا أساس له من الصحة، إذ تحقق الالتقاء الفضائي بنجاح خلال عامي 1965 و1966 في ست بعثات لمشروع جمناي بمساعدة الرادار والأجهزة الحاسوبية الموجودة على متن المركبات الفضائية. ونجحت محاولات تنفيذ هذه العملية في بعثات أبولو الثمانية.

## اختيار نمط الرحلة

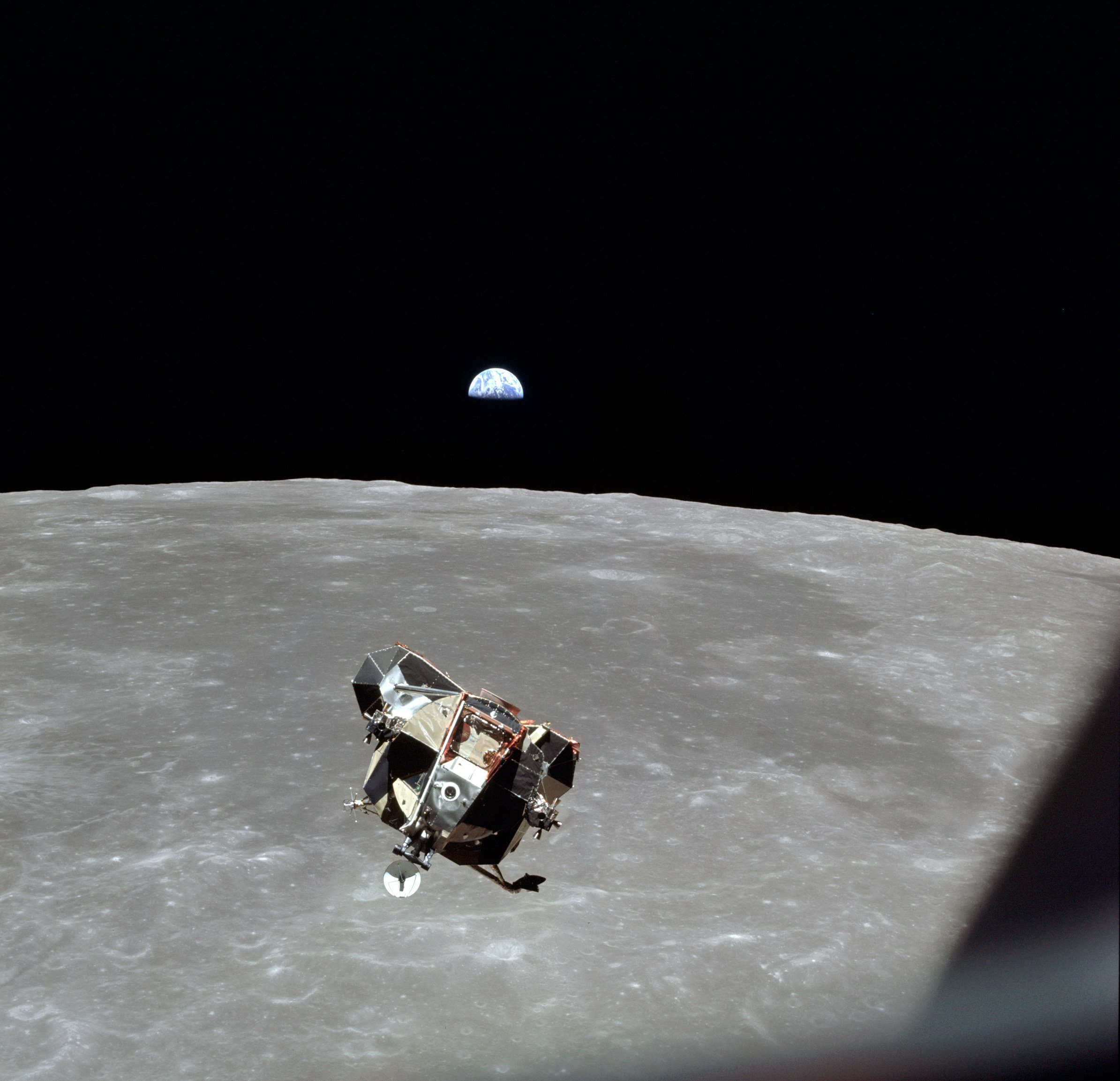
التقاء الوحدة القمرية لبعثة أبولو 11 بوحدة القيادة والخدمة في المدار القمري

كان من المُفترض في البداية، عند بدء برنامج أبولو للهبوط على القمر، أن تهبط وحدة القيادة والخدمة التي ستحمل على متنها ثلاثة رواد فضاء، ثم تقلع من على سطح القمر لتعود إلى الأرض. وبالتالي، كانت هذه الوحدة ستحتاج مرحلةً صاروخيةً أكبر على متنها بجانب سيقان معدات الهبوط، ما كان سيؤدي إلى زيادة وزن المركبة الفضائية المرسلة إلى القمر بشكل كبير (بزيادة تصل إلى 45 ألف كيلوغرام).
وإن كانت هذه الرحلة ستتخذ نمط الصعود المباشر في بعثة الهبوط على القمر، سيحتاج الصاروخ المستخدم في إطلاقها (في حالة إطلاق البعثة على متن مركبة إطلاق واحدة) أن يكون شديد الضخامة، ضمن فئة صواريخ نوفا. وكان البديل لاستخدام هذا الصاروخ الضخم تنفيذ عملية الالتقاء الفضائي بالمدار الأرضي، مع إطلاق أجزاء المركبة الفضائية على متن صاروخين أو أكثر من فئة ساتورن للالتقاء في المدار الأرضي قبل المغادرة إلى القمر. ومن الممكن إطلاق مرحلة مغادرة المدار الأرضي الصاروخية بشكل منفصل، أو ستحتاج هذه المرحلة إلى إعادة تزويدها بالوقود مداريًا قبل المغادرة إلى القمر؛ بسبب استهلاك وقودها في الإطلاق.
اقترح المهندس الأمريكي توم دولان نمطًا بديلًا، وهو الالتقاء الفضائي بالمدار القمري، ودُرس هذا النمط ورُوج له بواسطة جيم شامبرلن وأوين ماينارد بمجموعة مهام الفضاء في دراسات الجدوى المبكرة حول قابلية تنفيذ بعثات أبولو عام 1960. وسيسمح هذا النمط بإطلاق وحدة القيادة والخدمة، المتصلة بوحدة الهبوط القمرية الأصغر في الحجم (LEM)، على متن صاروخ واحد من طراز ساتورن 5. وعندما تصل المركبتان المتصلتان إلى المدار القمري، يظل أحد رواد الفضاء الثلاثة داخل وحدة القيادة والخدمة، بينما ينتقل الرائدان الآخران إلى الوحدة القمرية، ثم تنفصل الوحدة القمرية عن وحدة القيادة والخدمة لتهبط على سطح القمر. وبعد ذلك، سيستخدم رائدا الفضاء وحدة الصعود الخاصة بالوحدة القمرية للالتقاء الفضائي بوحدة القيادة والخدمة في المدار القمري، ثم يتخلص الطاقم من الوحدة القمرية على أن تُستخدم وحدة القيادة والخدمة فقط في إعادتهم إلى الأرض. انتبه مساعد مدير وكالة ناسا، روبرت سيمنس، إلى هذه الطريقة من خلال جون سي. هوبولت، المهندس بمركز لانغلي للبحوث، والذي كان على رأس فريق تطوير هذه الطريقة.
وبجانب خفض كتلة الحمولة، كانت القدرة على استخدام وحدة هبوط قمرية مصممة فقط لهذا الغرض ضمن المزايا الأخرى لطريقة الالتقاء الفضائي بالمدار القمري؛ إذ سيمنح تصميم الوحدة القمرية رواد الفضاء رؤيةً واضحةً على موقع الهبوط من خلال النوافذ المخصصة للمراقبة، عند ارتفاع 4.6 متر تقريبًا من سطح القمر، وعلى النقيض، كانت مركبة هبوط وحدة القيادة ستسمح لهم بمراقبة موقع الهبوط عند ارتفاع 12 إلى 15 مترًا على الأقل، إذ يستلقي رواد الفضاء داخلها على ظهورهم ليراقبوا السطح فقط من خلال شاشة تلفزيونية.
أدى تطوير الوحدة القمرية أيضًا، باعتبارها مركبةً مأهولةً ثانيةً، إلى توفير نسخ مكررة من الأنظمة الهامة (مثل أنظمة الطاقة الكهربائية، وأنظمة دعم الحياة، والدفع)، إذ يمكن استخدامها باعتبارها «قارب نجاة» للحفاظ على حياة رواد الفضاء والعودة بهم سالمين إلى الأرض في حالة وقوع أي عطل خطير بأنظمة وحدة القيادة والخدمة. وافتُرض هذا الاحتمال بشكل تصوري في الحالات الطارئة فقط؛ إذ لم يكن ضمن المواصفات الرسمية للوحدة القمرية. وكما اتضح بعد ذلك، أُثبتت الأهمية الفارقة لهذه القدرة في عام 1970، عندما أنقذت الوحدة القمرية حياة رواد الفضاء ببعثة أبولو 13 بعد وقوع انفجار بخزان الأكسجين أدى إلى إعاقة وحدة القيادة والخدمة.